# Redessan
Redessan är en kommun i departementet Gard i regionen Occitanien i södra Frankrike. Kommunen ligger i kantonen Marguerittes som tillhör arrondissementet Nîmes. År 2022 hade Redessan 4 227 invånare.

## Befolkningsutveckling
Antalet invånare i kommunen Redessan
Referens:INSEE